# Sankt Olofs kyrka, Falköping
Sankt Olofs kyrka, tidigare även kallad Falköpings kyrka, är en kyrkobyggnad som tillhör Falköpings församling i Skara stift. Den ligger vid S:t Olofsgatan i närheten av Stora torget i centrala Falköping. Kyrkan är uppkallad efter Sankt Olof.

## Kyrkobyggnaden
Sankt Olofs kyrka består av rektangulärt långhus med smalare absidkor i öster, vidbyggd sakristia i nordost samt med tornet i väster där huvudingång är placerad. Den är den äldsta kyrkan i falköpingsområdet och byggd av sten på 1100-talet. Kyrkan, som låg i närheten av den medeltida stadens torg, har motstått flera av de bränder som i övrigt ödelade stadens träbebyggelse.

## Historik
Den äldsta stenkyrkan, sannolikt uppförd under 1100-talet, återstår tämligen intakt i den befintliga kyrkans östra del. Vid arkeologiska utgrävningar i och kring kyrkan har påträffats grundmurar till en äldre sakristia samt ett västtorn, vilka båda stod i förbindelse med absidkyrkans murar. Redan under 1200-talets mitt eller dess andra hälft förlängdes långhuset i väster. Den i sydväst avtrappade portalen med inställda kolonner och koniskt formade kapitäl, hör till denna byggnadsperiod och har tidstypisk, unggotisk utformning. Det nuvarande västtornet tillfogades senare, troligtvis under senmedeltiden. Kyrkans exteriör blottar ett murverk av tuktad kalksten, där flera av medeltidskyrkans öppningar har markerats. Kyrkorummet är helt övervälvt; långhusets två östliga kryssvalv härrör sannolikt från 1200-talets ombyggnad och har ribbor av finhuggen sandsten. 
Sankt Olofs kyrka i Falköping är ett representativt och välbevarat exempel på de två århundraden, 1100- och 1200-talen, som framförallt präglat det medeltida och intensiva kyrkobyggandet i Västergötlands centralbygder. Det finns emellertid också anledning att framhålla kyrkans exceptionella drag, däribland dess storlek och sammansatta planform – vilket kan tyda på att Falköping haft en kyrklig särställning redan under äldre medeltid.

## Legend
Enligt en legend utpekade den helige Sigfrid platsen för kyrkan, något som måste ha ägt rum under missionstiden på 1000-talet. Det är inte osannolikt att den nuvarande kyrkobyggnaden ersatte en äldre stavkyrka från 1000-talet. Den äldsta delen av den nuvarande kyrkan uppfördes av bruten kalksten under tidigt 1100-tal.

## Orgel
April 1868 invigdes en orgel med 16 stämmor fördelade på två manualer byggd av Erik Adolf Setterquist, Örebro.

## Bilder

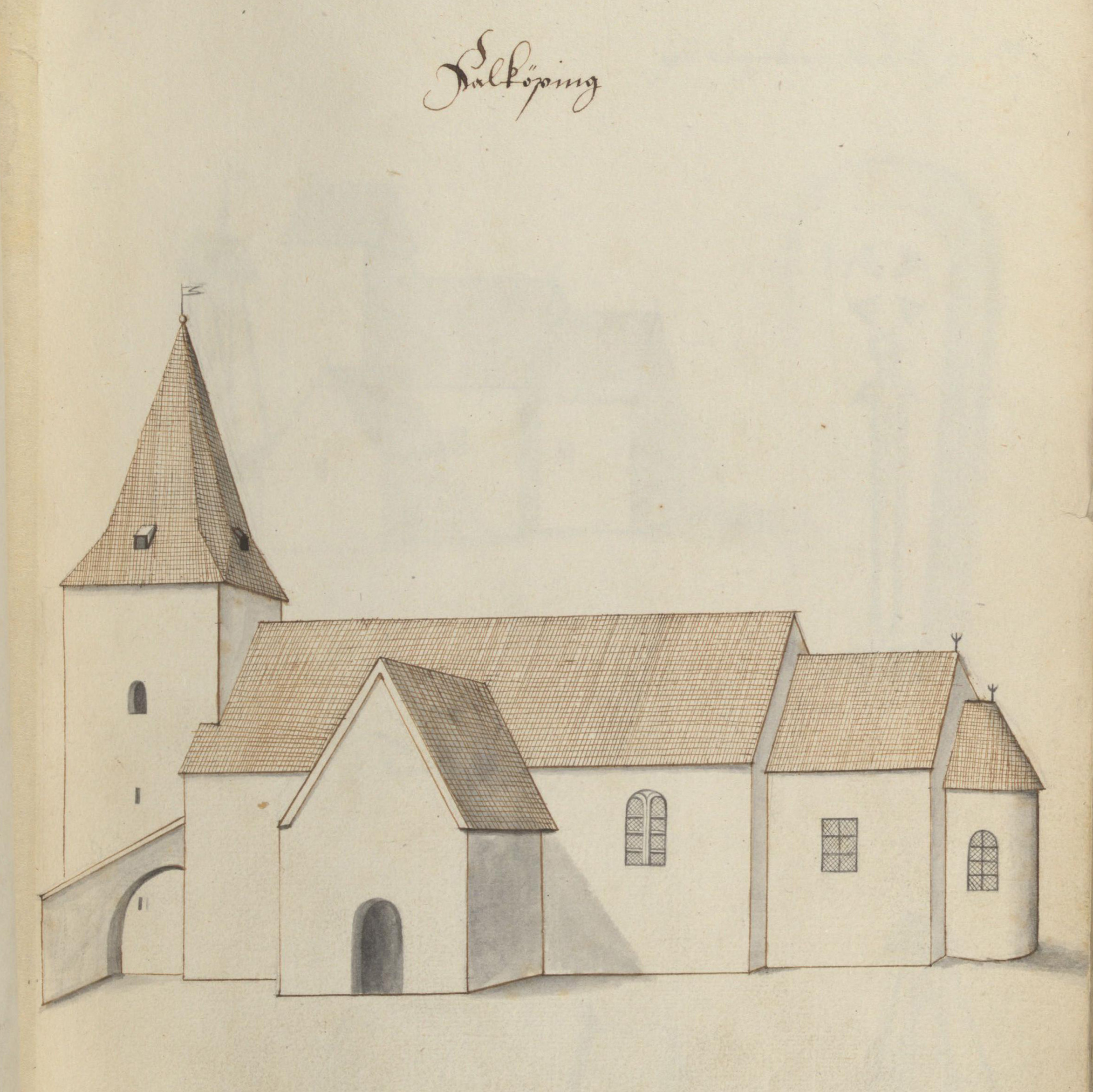
Kyrkan på teckning omkring 1670.
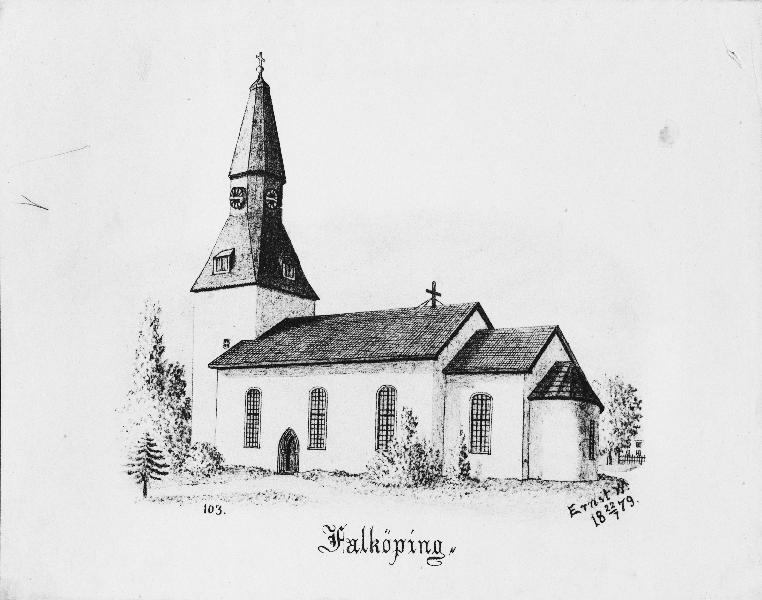
Kyrkan på teckning från 1879.
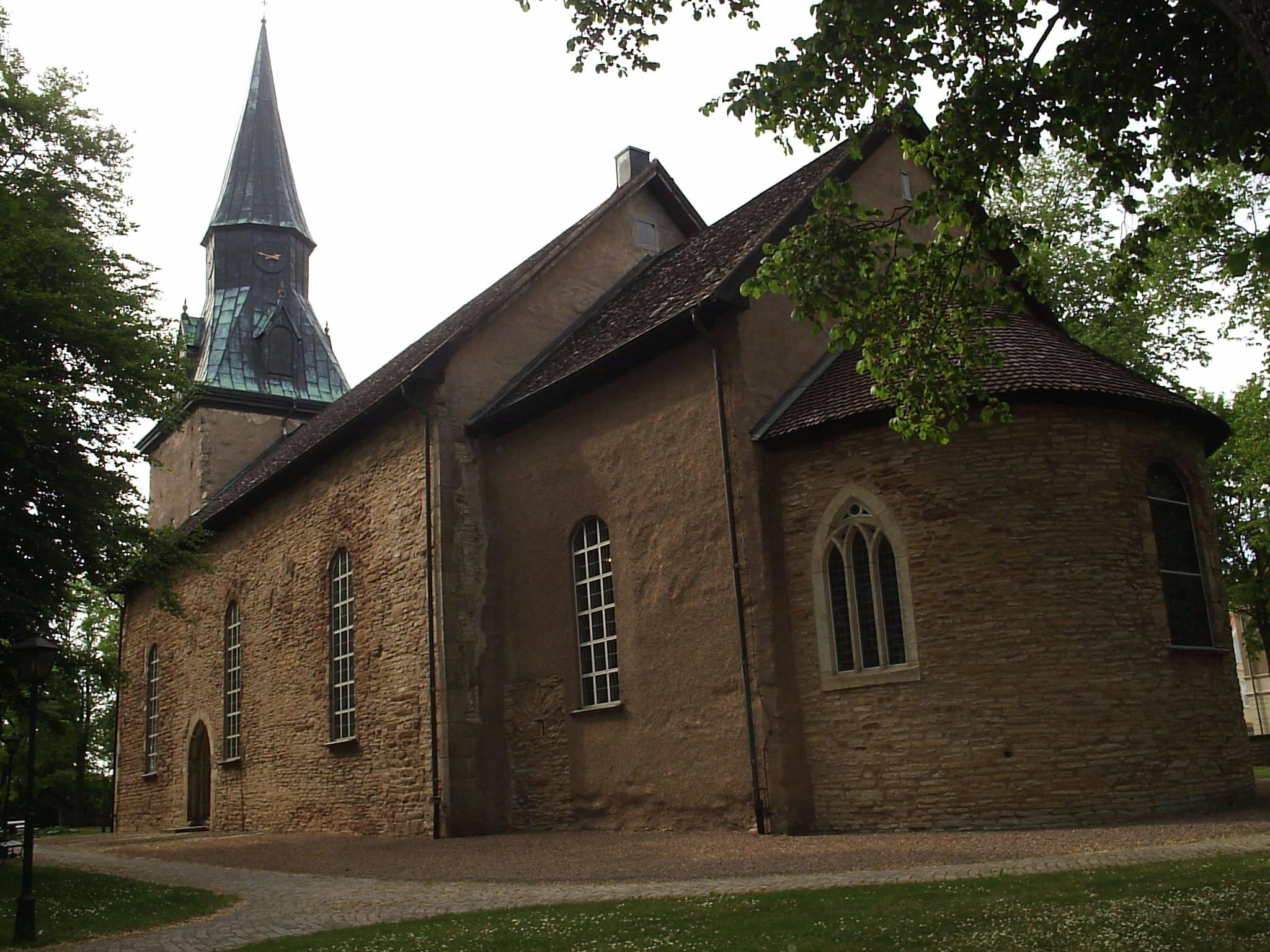
Kyrkans södra fasad
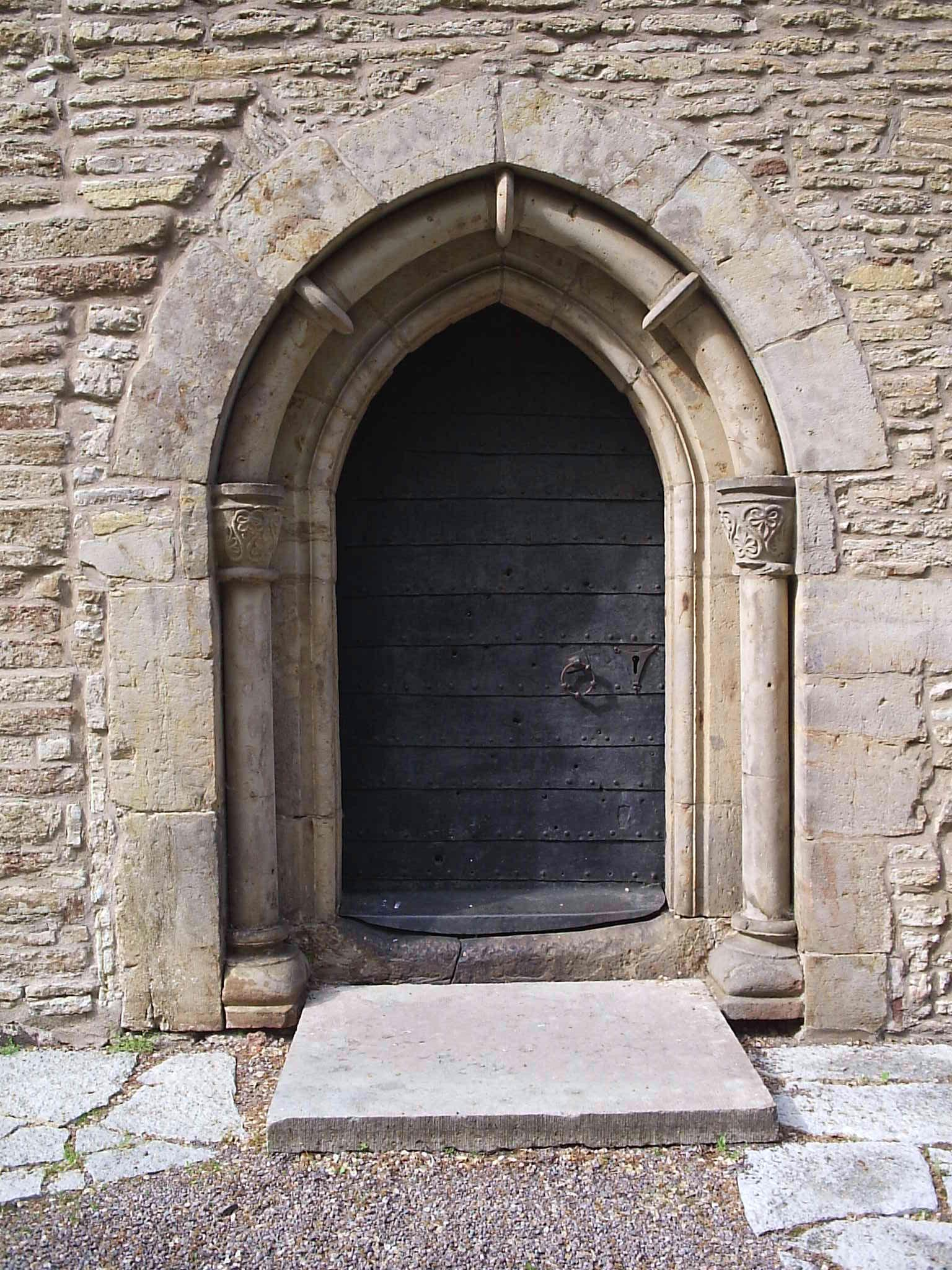
Sydvästportalen uppfördes på 1200-talet och har flera kulhål från danskens härjningar på 1500-talet.
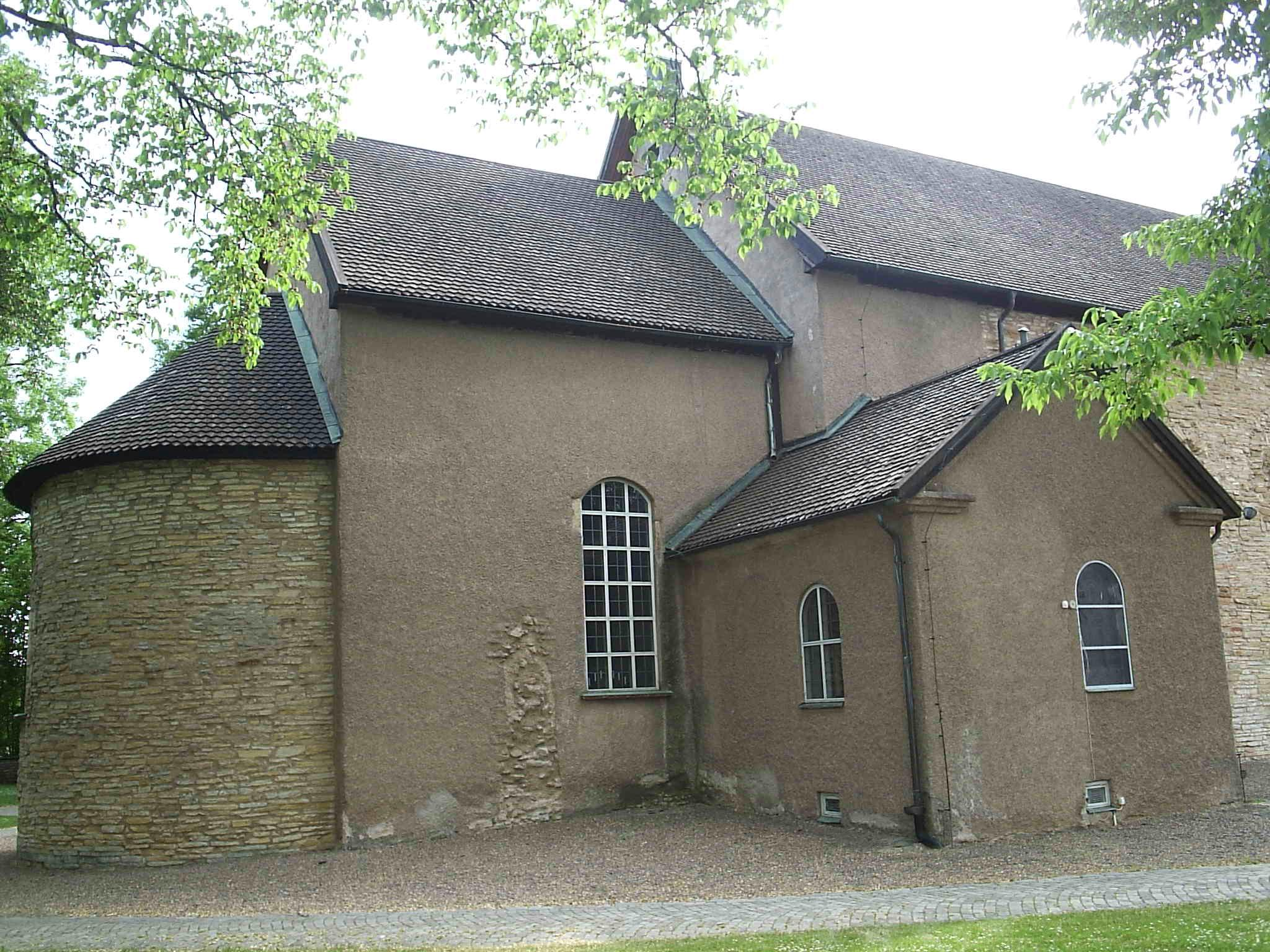
Absidkoret i öster härrör från 1100-talet.
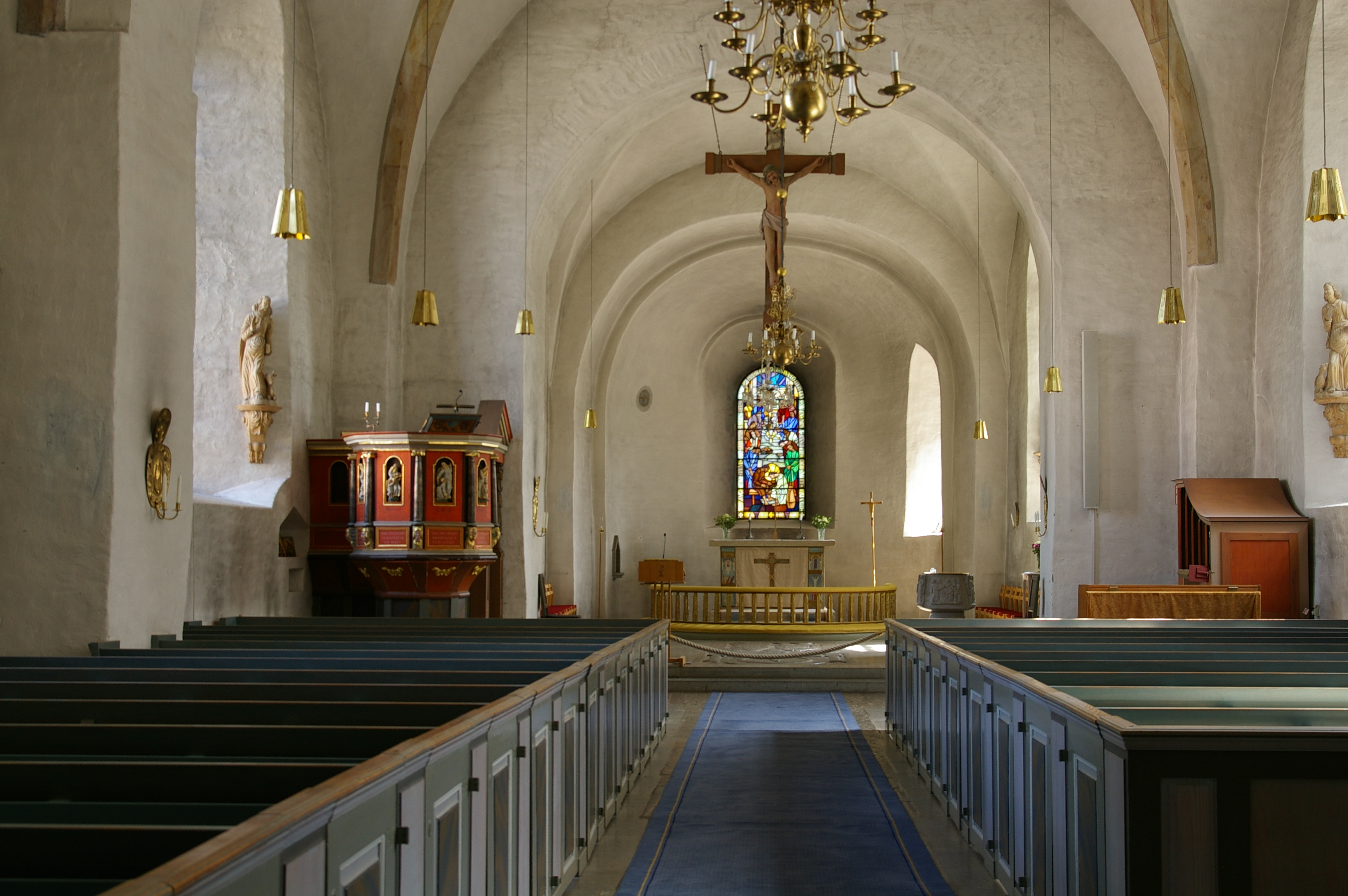
Interiör mot koret.
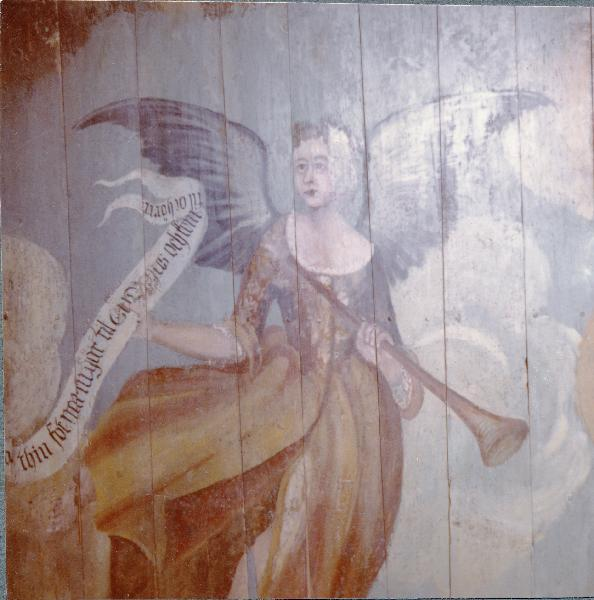
Detalj av takmålning.
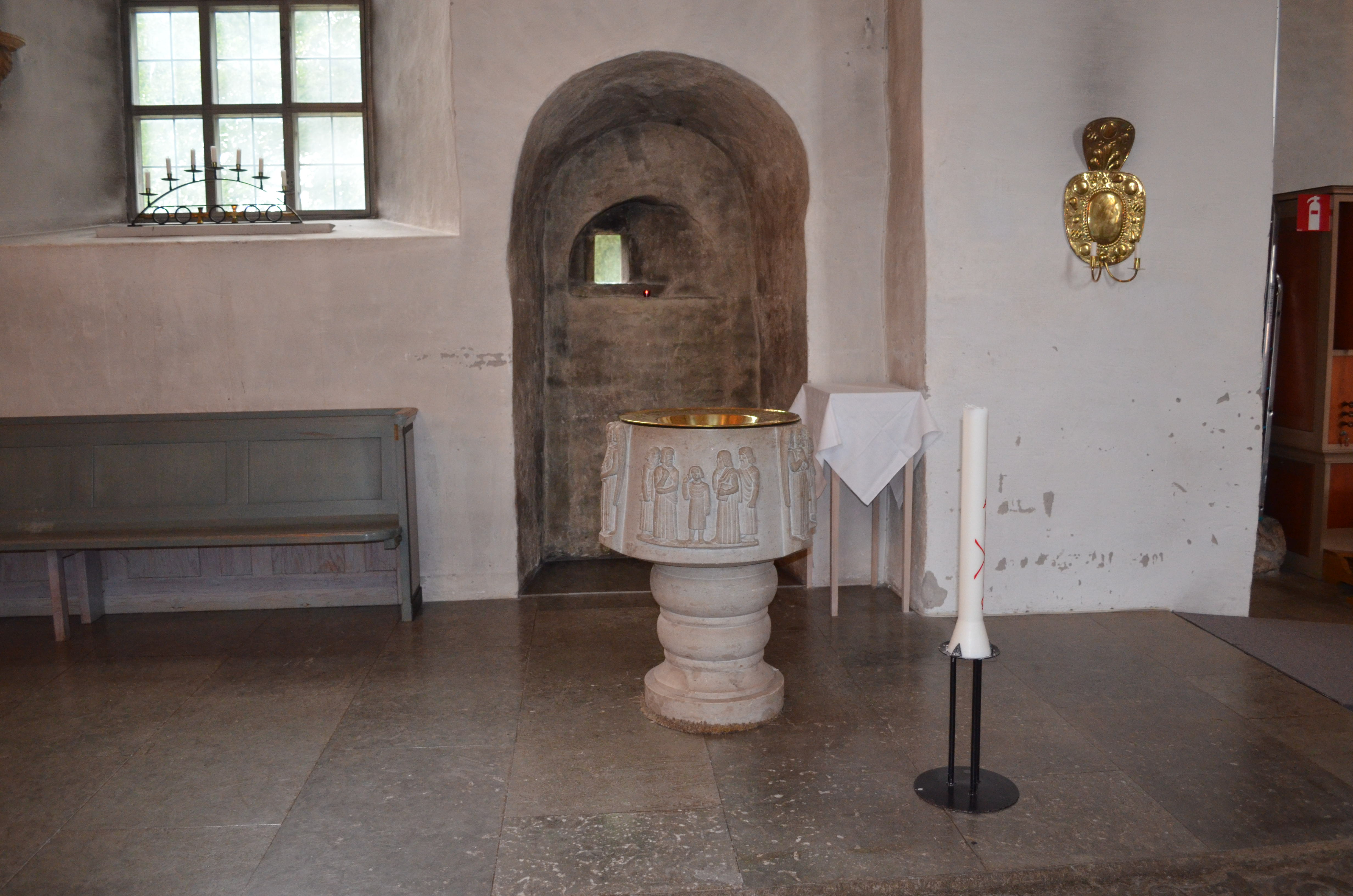
Sankt Olofs kyrkas dopfunt
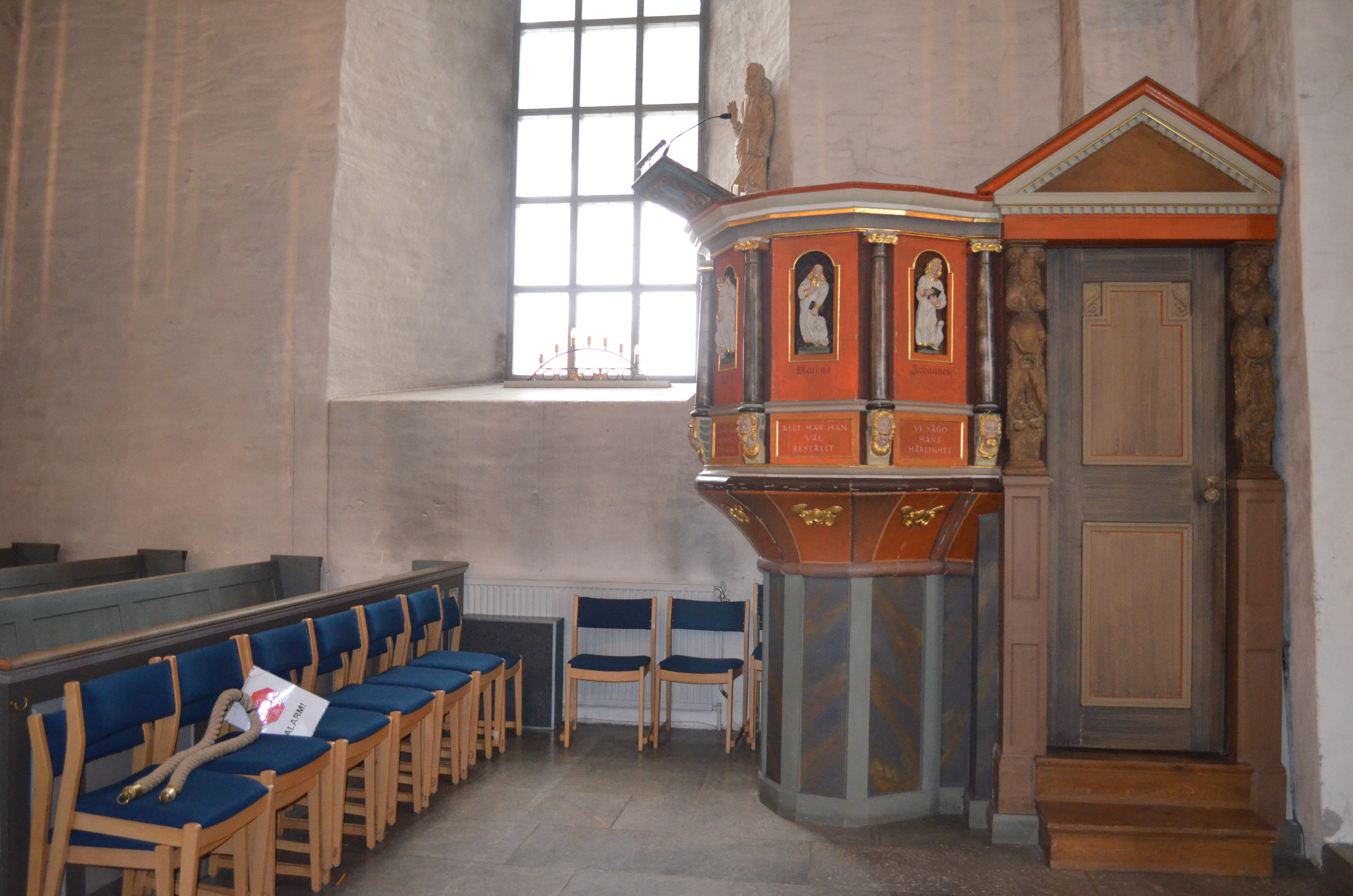
Sankt Olofs kyrkas predikstol
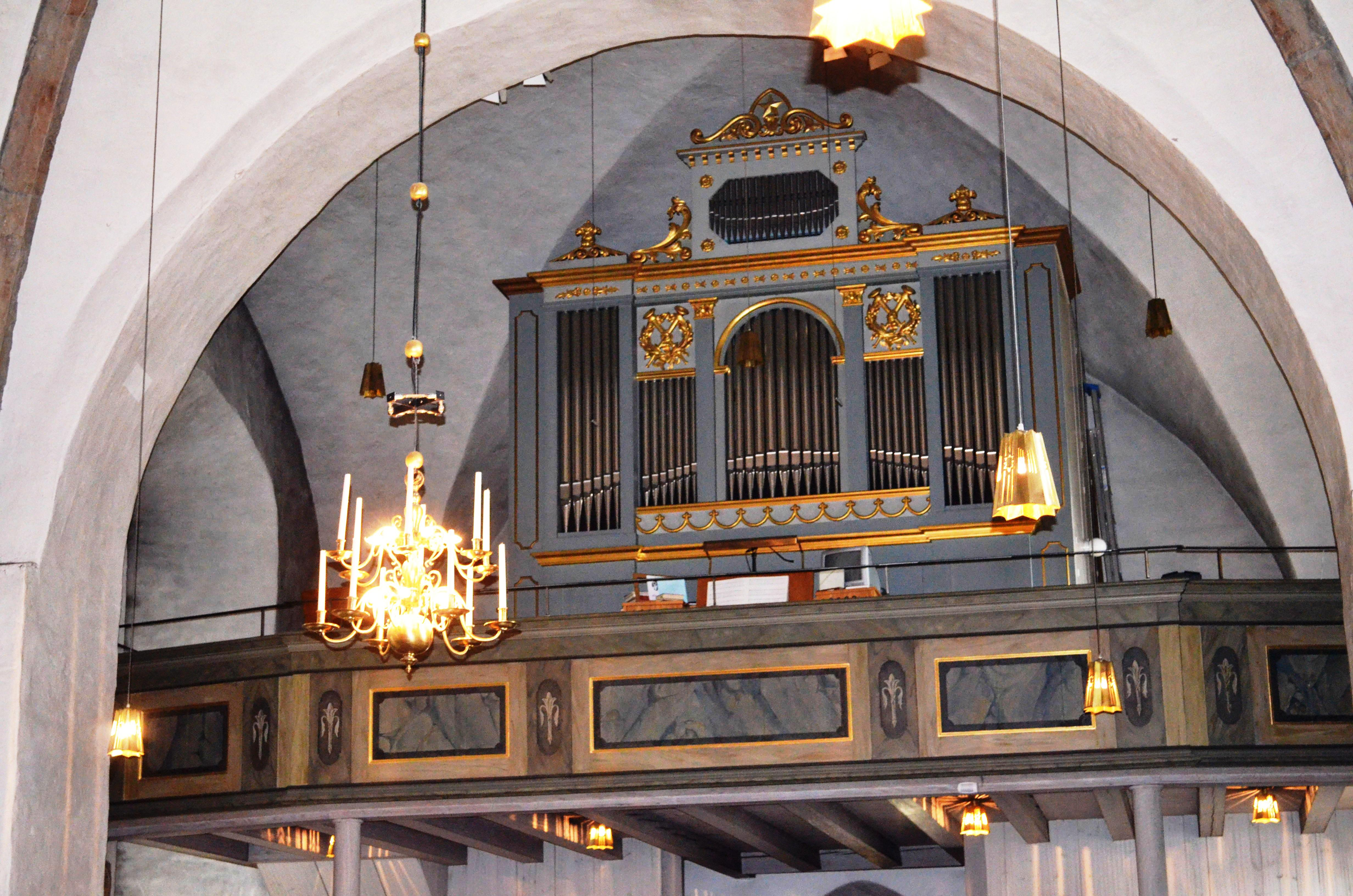
Sankt Olofs kyrkas orgelläktare
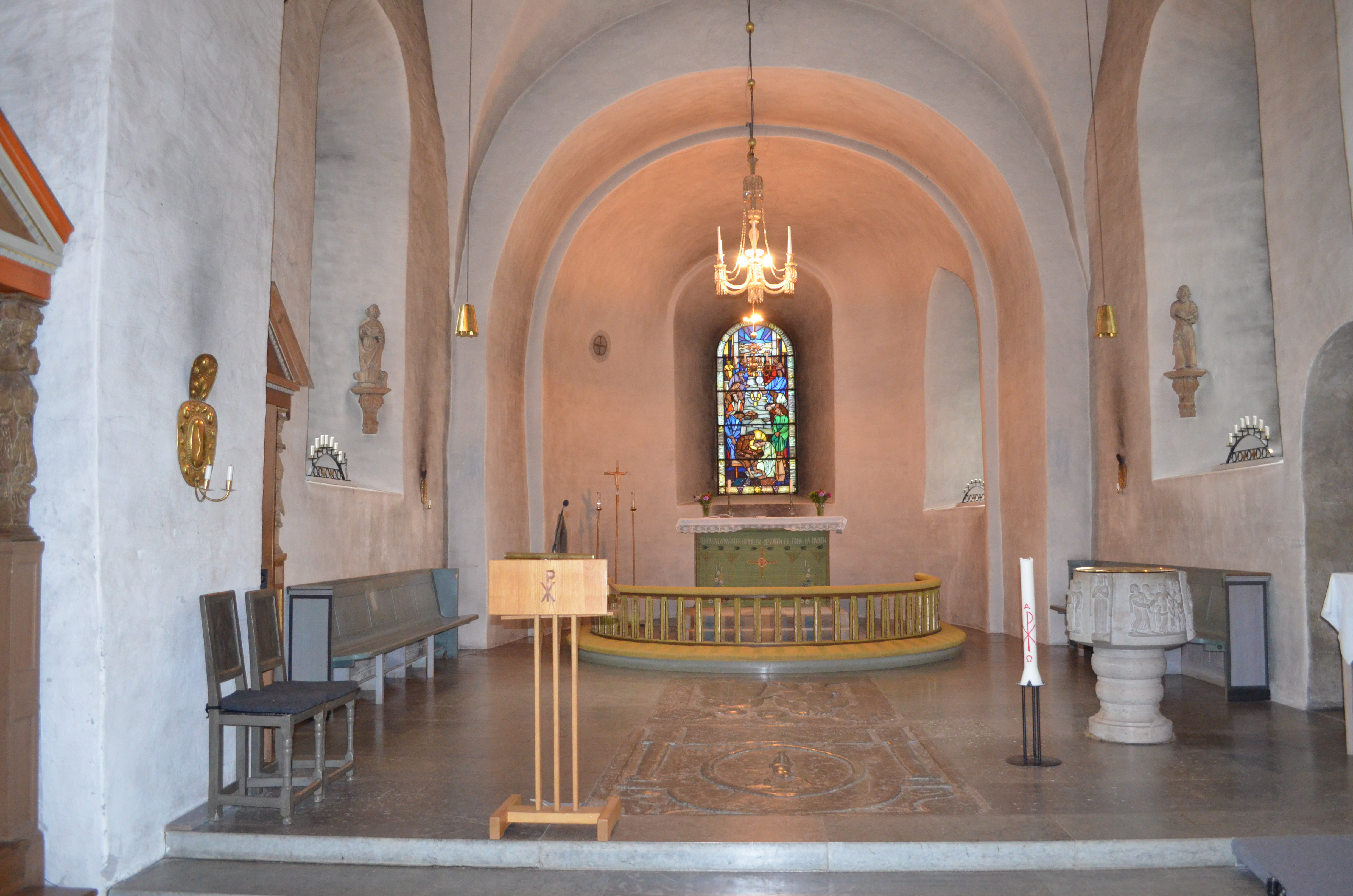
Sankt Olofs kyrkas altare